# Farpões Baldios
Farpões Baldios (Barbs Wastelands  en inglés) el primer cortometraje de Marta Mateus. Fue estrenado en la Quincena de Cineastas en el Festival de Cannes 2017.  

## Argumento
A finales del siglo XIX, los trabajadores rurales de Portugal iniciaron una valiente lucha por mejores condiciones laborales. Después de generaciones de miseria y hambre, la Revolución de Abril sembró la promesa de la Reforma Agraria. En la región del Alentejo, estos campesinos ocuparon grandes propiedades donde antes estaban sometidos al poder de sus patrones. Se dice en Alentejo que cuando se pierde algo, quien lo busca debe empezar a retroceder y volver al principio. Rezamos y pedimos a Santa Lucía que nos cure los ojos, para que podamos mirar y ver mejor. Los protagonistas de esta película, resistentes a esta vieja lucha, a quienes les fueron despojados de su infancia y de su escolarización, cuentan su historia a las generaciones actuales.

## Reparto
- Maria Clara Madeira,
- Gonçalo Prudêncio,
- Maria Catarina Sapata,
- José Codices,
- Francisco Barbeiro

## Producción
La película se rodó en Estremoz, en la región de Alentejo de donde nació la cineasta y donde vivió hasta los 10 años. Marta Mateus explica: quizás esta película empezó en una casa sin luz ni agua la “casa de cuento”. “No pudieron enviarme a la escuela. Quería estar con gente en el campo. Me contaron sus historias, cómo eran de niños, cómo era compartir una sardina con diez personas” (cómo era tocar puertas para pedir aceite de oliva que ya se usaba para untar en el pan). “Esta era la realidad de más de la mitad del país. Muchas de estas personas eran analfabetas. Pero sabían contar historias”. Y fueron las primeras “películas” que vio Marta: visiones de campos en llamas en el Alentejo, de la lucha por la supervivencia, máquinas, ganado, trabajadores, patrones. “Fui al cine más tarde, después solo teníamos electricidad y televisión. Mis películas eran esas imágenes que contaba esa gente, en ese paisaje. Era su historia y era la mía”.

## Estreno
El cortometraje fue estrenado en 2017 en la Quincena de realizadores en el Festival de Cannes 2017 y proyectado en el Festival Internacional de Cine de Mar de Plata, El Festival de Cine de Nueva York y el Festival du Nouveau Cinema de Montreal.

## Recepción
Farpós Baldios es una película que “revive una estirpe de obras donde la infancia desbloquea los sufrimientos, los errores y las virtualidades del pasado, una tradición que debemos, entre otros, a Manoel de Oliveira, António Reis y Margarida Cordeiro, Teresa Villaverde” señala el Festival de Cortos Vila do Conde.
Como casi todos los diálogos de la película, se produce entre ideas de tradición y modernidad, pero también entre el observador y lo observado. Mateus, como hacen los grandes artistas, estudió cómo pintar a una persona para filmar a una persona real, en lugar de estudiar a la persona y seguir pintando sin conocimientos. Así pues, está claro que podemos detectar cine en la película. Sin embargo, Mateus consigue llevar el cine a las personas y a los lugares.Jugend ohne Film.

## Premios y reconocimientos
- Gran Premio a la Mejor Película de la Competición Internacional 25 edición Festival de Cortos Vila do Conde.[6]
- Gran Premio DCN Beers de la Competición Internacional.